# Marrellomorpha
Marrellomorpha é uma classe proposta para conter quatro ordens de artrópodes que viveram do Cambriano ao Devoniano. Eles não tinham partes duras mineralizadas, portanto são apenas conhecidos a partir de áreas de preservação fóssil excepcional, limitando a sua distribuição fóssil.[carece de fontes?]
Stürmer e Bergstrom propuseram a fusão do clado Arachnomorpha com esta classe, no entanto, um estudo cladístico empreendido por Wills et al. mostrou que eles estão mais intimamente relacionados com os crustáceos e hexapodes.[carece de fontes?]